# Lothringen (Schiff, 1906)
Die Lothringen war ein Linienschiff der Kaiserlichen Marine und der Reichsmarine. Benannt war es nach einem Teilgebiet des Reichslandes Elsass-Lothringen. Das Schiff war ein Vermehrungsbau auf Grundlage des Ersten Flottengesetzes von 1898.

## Technik
Die Lothringen und ihre Schwesterschiffe der Braunschweig-Klasse trugen als erste Linienschiffe der Kaiserlichen Marine neuentwickelte Schnellladekanonen vom Kaliber 28 cm. Diese konnten durch das neuentwickelte Schnell-Ladesystem mit Keilverschluss und Messinghülsen eine wesentlich höhere Feuergeschwindigkeit erreichen, als die zehn Jahre älteren Mantelringkanonen der Brandenburg-Klasse mit gleichen Kaliber und gleicher Rohrlänge.
Ein Novum war das Anheben des Mittelartilleriekalibers von 15,0 cm auf 17,0 cm. Parallel zu dieser Kalibersteigerung führten andere Marinen ein sogenanntes Zwischenkaliber zur Stärkung der Feuerkraft ein. Die Kaiserliche Marine ging diesen Weg nicht, sondern steigerte nur das Kaliber der Mittelartillerie. Die gewählte Größe stellte das höchste zulässige manuell zu ladende Geschossgewicht dar. Eine Granate vom Kaliber 17,0 cm wog ca. 70 kg, und bei einem angestrebten Salventakt von 5 Schuss/min wurde dem Ladepersonal physisch sehr viel abverlangt. Ein neues Modell wurde auch für die leichte Artillerie eingeführt: die verlängerten Rohre erlaubten eine größere Schussweite der 8,8-cm-Torpedobootsabwehrgeschütze.

## Geschichte

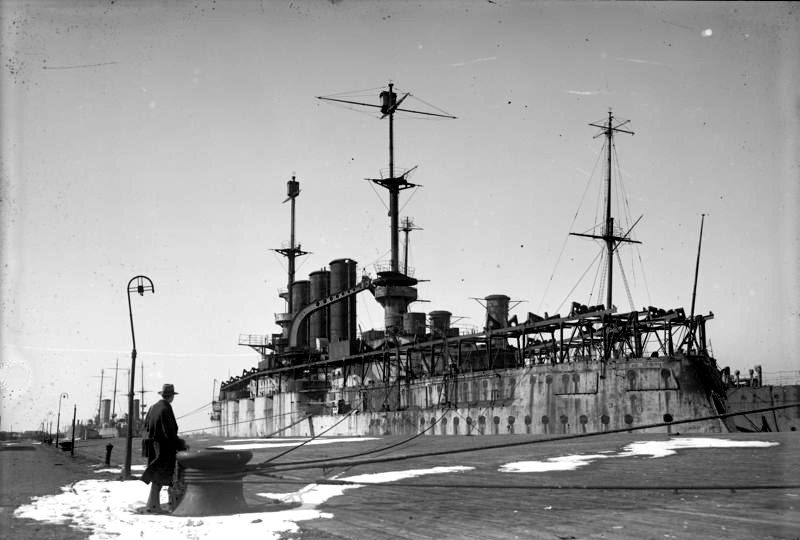
Die aufgelegte Schwesterschiff Preußen nach dem Umbau zum Mutterschiff für FM-Boote

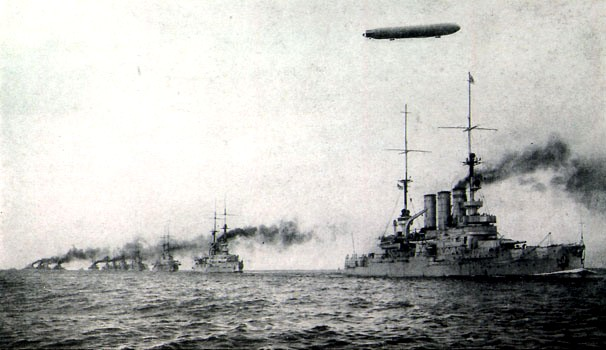
Ein Geschwader der Deutschen Hochseeflotte: Linienschiff der Braunschweig-Klasse (Vordergrund), weitere Linienschiffe und ein Seeaufklärungs-Zeppelin

Nach der Indienststellung am 18. Mai 1906 gehörte das Schiff ab 1. Juli 1906 zum II. Geschwader der Hochseeflotte. Es folgten die üblichen Stationen: Flottendienst, Ausbildung, Übungen, Manöver und Reisen. Im Februar 1912 Einsatz als Eisbrecher in der Ostsee. Die für den 17. August 1914 geplant Außerdienststellung entfiel wegen des inzwischen ausgebrochenen Ersten Weltkriegs.
Die Lothringen wurde im Küstenschutz der Nordsee eingesetzt. Allerdings erfolgte bereits am 18. März 1916 aufgrund des unzureichenden Unterwasserschutzes und der schwachen Bewaffnung die Außerdienststellung. Die schwere Artillerie wurde von Bord gegeben. Im Juli 1916 stellte sie mit reduzierter Besatzung nochmals in Dienst und fand bis September 1917 Verwendung als Bewachungsschiff für die Ostsee-Eingänge („Sundüberwachung“). Anschließend wurde das Schiff bis Dezember 1918 in Wilhelmshaven als Exerzier- und Maschinenschulschiff genutzt.
Die Vorläufige Reichsmarine übernahm die Lothringen und ließ das Schiff Anfang 1919 zum Mutterschiff für Flachgehende Minensuchboote (FM-Boote) umbauen. Damit konnte sie insgesamt 14 dieser kleinen Fahrzeuge an Ständen an Oberdeck mitführen und diese absetzen. Entgegen der ebenfalls zum Mutterschiff für FM-Boote umgebauten Preußen wurden keine bereits vorhandenen Schwanenhalskräne auf der Lothringen zum Aussetzen der FM-Boote verwendet, sondern Ladebäume, welche querschiff hinter dem dritten Schornstein angebracht wurden. Am 2. März 1920 stellte das Schiff endgültig außer Dienst und verblieb im Reservestatus bis zur Streichung aus der Liste der Kriegsschiffe am 31. März 1931. Danach erfolgte umgehend der Verkauf und anschließende Abbruch in Wilhelmshaven.

## Kommandanten
18. Mai 1905 bis 18. März 1916
- Kapitän zur See Wilhelm Becker: von der Indienststellung bis Juli 1906
- Kapitän zur See Max Grapow: von Juli 1906 bis Oktober 1906
- Kapitän zur See Ernst van Semmern: von Oktober 1906 bis April 1907
- Kapitän zur See Heinrich Sass: von April 1907 bis September 1909
- Kapitän zur See Friedrich Schultz: von September 1909 bis September 1911
- Kapitän zur See Otto Wurmbach: von Oktober 1911 bis September 1912
- Kapitän zur See Walter Freiherr von Keyserlingk: von Oktober 1912 bis Januar 1916
- Kapitän zur See Hans Klappenbach: von Januar 1916 bis März 1916
- Korvettenkapitän Wolf (in Vertretung): März 1916

14. Juli 1916 bis 15. September 1917
- Kapitän zur See Johann von Lessel: von Juli 1916 bis Dezember 1916
- Fregattenkapitän Karl Windmüller: Dezember 1916

16. Oktober 1917 bis 16. Dezember 1918
- Korvettenkapitän Bernhard Wülfing: von Oktober 1917 bis März 1918
- Korvettenkapitän Ernst Stever: von März 1918 bis Juli 1918 mit der Führung beauftragt
- Korvettenkapitän August Altvater: von Juli 1918 bis Dezember 1918
- anschließend unbekannt

## Bekannte Besatzungsangehörige
- Friedrich Ruge (1894–1985), war von 1956 bis 1961 erster Inspekteur der Marine